# Yeska (cràter)
Yeska és un cràter d'impacte en el planeta Venus de 9,1 km de diàmetre. Porta el nom d'un antropònim selkup, i el seu nom va ser aprovat per la Unió Astronòmica Internacional el 1997.